# DDR-Bestenermittlung im Frauenfußball 1983
Die 5. DDR-Bestenermittlung des DFV im Frauenfußball fand 1983 statt.  Der Wettbewerb begann am 19. Juni 1983 mit der Vorrunde und endete am 2. Oktober 1983 mit dem Titel-Hattrick der BSG Turbine Potsdam.

## Teilnehmende Mannschaften
An der DDR-Bestenermittlung im Frauenfußball nahmen die Sieger der 14 Bezirksmeisterschaften der DDR-Bezirke und der Ost-Berliner Meisterschaft teil.
Für die Vorrunde qualifizierten sich folgende vierzehn Bezirksmeister und der Meister aus Ost-Berlin:
| - Bezirk Rostock BSG Post Rostock - Bezirk Schwerin nicht bekannt - Bezirk Neubrandenburg BSG NGMB Neubrandenburg - Bezirk Potsdam BSG Turbine Potsdam (TV) - Ost-Berlin BSG EAB 47 Berlin (TV) – Titelverteidiger | - Bezirk Frankfurt (Oder) BSG Chemie PCK Schwedt - Bezirk Magdeburg SG Handwerk Magdeburg - Bezirk Halle BSG Chemie Wolfen - Bezirk Leipzig BSG Chemie Leipzig - Bezirk Cottbus nicht bekannt | - Bezirk Dresden BSG Aufbau Dresden-Ost - Bezirk Karl-Marx-Stadt BSG Wismut Karl-Marx-Stadt - Bezirk Erfurt BSG Fortschritt Erfurt - Bezirk Gera BSG Modedruck Gera - Bezirk Suhl BSG Aufbau Pferdsdorf |

## Modus
In der Vorrunde wurden fünf Gruppen mit je drei Mannschaften nach möglichst territorialen Gesichtspunkten gebildet, die jeweils in einem Turnier nach dem Modus „Jeder gegen Jeden“ den Teilnehmer für die Endrunde ausspielten. Im Endrunden-Turnier ermittelten dann die fünf Gruppensieger wieder nach dem Modus „Jeder gegen Jeden“ à zweimal 20 Minuten den fünften Titelträger im DDR-Frauenfußball.

## Vorrunde

### Gruppe 1
Die Spiele der Gruppe 1 wurden am 7. August 1983 auf dem Sportplatz von Neubukow ausgetragen.
|                        | Ergebnis |                        |
| ---------------------- | -------- | ---------------------- |
| BSG Post Rostock       | :        | BSG Chemie PCK Schwedt |
| SG Handwerk Magdeburg  | :        | BSG Post Rostock       |
| BSG Chemie PCK Schwedt | :        | SG Handwerk Magdeburg  |

Abschlusstabelle
| Pl. | Mannschaft             | Sp. | S | U | N | Tore    | Diff. | Punkte |
| --- | ---------------------- | --- | - | - | - | ------- | ----- | ------ |
| 1.  | BSG Chemie PCK Schwedt | 0   | 0 | 0 | 0 | 000:000 | ±0    | 0:0    |
| 2.  | BSG Post Rostock       | 0   | 0 | 0 | 0 | 000:000 | ±0    | 0:0    |
| 3.  | SG Handwerk Magdeburg  | 0   | 0 | 0 | 0 | 000:000 | ±0    | 0:0    |

### Gruppe 2
Das Spiel der Gruppe 2 wurde am 7. August 1983 im Veritas-Sportpark von Wittenberge ausgetragen.
Ein Vertreter aus dem Bezirk Schwerin trat zu den Vorrundenspielen nicht an.
|                     | Ergebnis                 |                   |
| ------------------- | ------------------------ | ----------------- |
| BSG Turbine Potsdam | 1:1 n. 2× V. (5:4 i. E.) | BSG Chemie Wolfen |

### Gruppe 3
Das Spiel der Gruppe 3 wurde am 19. Juni 1983 im Ost-Berliner Hans-Zoschke-Stadion ausgetragen.
Ein Vertreter aus dem Bezirk Cottbus trat zu den Vorrundenspielen nicht an.
|                   | Ergebnis |                         |
| ----------------- | -------- | ----------------------- |
| BSG EAB 47 Berlin | 7:1      | BSG NGMB Neubrandenburg |

### Gruppe 4
Die Spiele der Gruppe 4 wurden am 7. August 1983 im Stadion "Am Schwanenteich" von Mittweida ausgetragen.
|                            | Ergebnis |                            |
| -------------------------- | -------- | -------------------------- |
| BSG Wismut Karl-Marx-Stadt | :        | BSG Modedruck Gera         |
| BSG Modedruck Gera         | :        | BSG Aufbau Dresden-Ost     |
| BSG Aufbau Dresden-Ost     | :        | BSG Wismut Karl-Marx-Stadt |

Abschlusstabelle
| Pl. | Mannschaft                 | Sp. | S | U | N | Tore    | Diff. | Punkte |
| --- | -------------------------- | --- | - | - | - | ------- | ----- | ------ |
| 1.  | BSG Wismut Karl-Marx-Stadt | 0   | 0 | 0 | 0 | 000:000 | ±0    | 0:0    |
| 2.  | BSG Aufbau Dresden-Ost     | 0   | 0 | 0 | 0 | 000:000 | ±0    | 0:0    |
| 3.  | BSG Modedruck Gera         | 0   | 0 | 0 | 0 | 000:000 | ±0    | 0:0    |

### Gruppe 5
Die Spiele der Gruppe 5 wurden am 7. August 1983 im Rudi-Arnstadt-Stadion von Meiningen ausgetragen.
|                        | Ergebnis |                        |
| ---------------------- | -------- | ---------------------- |
| BSG Aufbau Pferdsdorf  | 0:0      | BSG Chemie Leipzig     |
| BSG Chemie Leipzig     | 1:1      | BSG Fortschritt Erfurt |
| BSG Fortschritt Erfurt | 0:0      | BSG Aufbau Pferdsdorf  |

Abschlusstabelle
| Pl. | Mannschaft               | Sp. | S | U | N | Tore    | Diff. | Punkte |
| --- | ------------------------ | --- | - | - | - | ------- | ----- | ------ |
| 1.  | BSG Fortschritt Erfurt 1 | 2   | 0 | 2 | 0 | 001:100 | ±0    | 02:20  |
| 2.  | BSG Chemie Leipzig 1     | 2   | 0 | 2 | 0 | 001:100 | ±0    | 02:20  |
| 3.  | BSG Aufbau Pferdsdorf    | 2   | 0 | 2 | 0 | 000:000 | ±0    | 02:20  |

## Endrunde
Die Endrunde fand vom 1. bis 2. Oktober 1983 auf dem Städtischen Sportplatz von Schwedt an der Albert-Bartel-Straße statt. Das Turnier mit den fünf teilnehmenden Mannschaften wurde im Modus „Jeder-gegen-jeden“ in zehn Spielen à zweimal 20 Minuten ausgetragen.

### Spiele
| Samstag, 1. Oktober 1983 ab 13.30 Uhr |     |                            |
| BSG EAB 47 Berlin                     | 1:4 | BSG Fortschritt Erfurt     |
| BSG Turbine Potsdam                   | 1:0 | BSG Wismut Karl-Marx-Stadt |
| BSG Chemie PCK Schwedt                | 1:1 | BSG EAB 47 Berlin          |
| BSG Fortschritt Erfurt                | 0:2 | BSG Turbine Potsdam        |
| BSG Wismut Karl-Marx-Stadt            | 2:1 | BSG Chemie PCK Schwedt     |
| Sonntag, 2. Oktober 1983 ab 9.30 Uhr  |     |                            |
| BSG EAB 47 Berlin                     | 0:4 | BSG Turbine Potsdam        |
| BSG Chemie PCK Schwedt                | 1:0 | BSG Fortschritt Erfurt     |
| BSG Wismut Karl-Marx-Stadt            | 0:1 | BSG EAB 47 Berlin          |
| BSG Turbine Potsdam                   | 0:0 | BSG Chemie PCK Schwedt     |
| BSG Fortschritt Erfurt                | 0:1 | BSG Wismut Karl-Marx-Stadt |

### Abschlusstabelle
| Pl. | Mannschaft                   | Sp. | S | U | N | Tore    | Diff. | Punkte |
| --- | ---------------------------- | --- | - | - | - | ------- | ----- | ------ |
| 1.  | BSG Turbine Potsdam          | 4   | 3 | 1 | 0 | 007:000 | +7    | 07:10  |
| 2.  | BSG Wismut Karl-Marx-Stadt 2 | 4   | 2 | 0 | 2 | 003:300 | ±0    | 04:40  |
| 3.  | BSG Chemie PCK Schwedt 2     | 4   | 1 | 2 | 1 | 003:300 | ±0    | 04:40  |
| 4.  | BSG EAB 47 Berlin            | 4   | 1 | 1 | 2 | 003:900 | −6    | 03:50  |
| 5.  | BSG Fortschritt Erfurt       | 4   | 1 | 0 | 3 | 004:500 | −1    | 02:60  |

### Statistik

#### Torschützenkönigin
|    | Spielerin     | Mannschaft             | Tore |
| -- | ------------- | ---------------------- | ---- |
| 1. | Andrea Scheit | BSG Fortschritt Erfurt | 4    |

#### Beste Spielerin
- Andrea Funke (BSG Turbine Potsdam)

## Siegermannschaft
| 1.                           | BSG Turbine Potsdam |
| Logo der BSG Turbine Potsdam | - Spielerinnen: Marianne Fritze, Dana Neithardt, Heike Braune, Martina Hoffmeister, Doris Schmidt , Erika Henning, Andrea Funke, Simone Römhold, Sabine Seidel, Michaela Grüner, Heike Plagge, Elke Mertens, Ines Nichelmann, Gisela Liedemann, Ines Kulick, Heike Hoffmann, Petra Huebel - Übungsleiter: Bernd Schröder |